# Økonomisk uafhængighed
Økonomisk uafhængighed eller finansiel uafhængighed er en status af at have nok indkomst til at dække ens leveomkostninger til resten af livet uden at skulle arbejde eller være afhængig af andre.
Personer der arver store beløb eller sælger virksomheder for store beløb kan være økonomisk uafhængige. Det er også muligt at arbejde sig op til at blive økonomisk uafhængig ved at tjene nok penge og investere dem i forskellige aktiver. Indkomst, der tjenes uden at skulle arbejde for den, bliver normalt omtalt som passiv indkomst.
Der er mange strategier til at opnå økonomisk uafhængighed, som hver har deres egne fordele og ulemper. For at opnå økonomisk uafhængighed kan det være nødvendigt at lave en økonomisk plan og et budget for at skabe overblik over de nuværende indtægter og udgifter, hvilket kan gøre det nemmere at identificere og vælge en passende strategi mod de finansielle mål.
I en undersøgelse af Yougov for Nordea i 2024 viste at flere danskere sparede op for at opnå økonomisk frihed og prioreterede opsparing frem for forbrug.